# 가산 콤팩트 공간
일반위상수학에서, 가산 콤팩트 공간(可算compact空間, 영어: countably compact space)은 임의의 가산 열린 덮개 속에서, 전체 공간을 덮는 유한 개의 열린집합을 찾을 수 있는 위상 공간이다.:181, Exercise 4

## 정의

### 가산 콤팩트 공간
위상 공간 {\displaystyle X}에 대하여, 다음 조건들이 서로 동치이며, 이를 만족시키는 {\displaystyle X}를 가산 콤팩트 공간이라고 한다.
- 모든 가산 열린 덮개는 유한 부분 덮개를 갖는다.
- 모든 점렬은 수렴 부분 그물을 갖는다.
- 모든 무한 집합은 {\displaystyle \aleph _{0}}-집적점을 갖는다.

증명:
모든 가산 열린 덮개가 유한 부분 덮개를 가짐 ⇒ 모든 무한 집합이 {\displaystyle \aleph _{0}}-집적점을 가짐: 무한 집합 {\displaystyle A\subseteq X}가 {\displaystyle \aleph _{0}}-집적점을 갖지 않는다고 하자. 그렇다면, 편의상 {\displaystyle A}는 가산 무한 집합으로 잡을 수 있다. 임의의 유한 부분 집합 {\displaystyle F\subseteq A}에 대하여,
{\displaystyle U_{F}=\operatorname {int} (F\cup (X\setminus A))}
라고 하자. 임의의 {\displaystyle x\in X}에 대하여, {\displaystyle x}가 {\displaystyle A}의 {\displaystyle \aleph _{0}}-집적점이 아니므로, {\displaystyle V_{x}\cap A}가 유한 집합인 열린 근방 {\displaystyle V_{x}\ni x}가 존재한다.
{\displaystyle V_{x}=\operatorname {int} V_{x}=\operatorname {int} ((V_{x}\cap A)\cup (V_{x}\setminus A))\subseteq \operatorname {int} ((V_{x}\cap A)\cup (X\setminus A))=U_{V_{x}\cap A}}
이므로, {\displaystyle \{U_{F}\}_{F\subseteq A}^{|F|<\aleph _{0}}}는 {\displaystyle X}의 열린 덮개를 이룬다. 가산 무한 집합의 유한 부분 집합의 수는 가산하므로, 이는 {\displaystyle X}의 가산 덮개이다. 임의의 유한 부분 집합 {\displaystyle F\subseteq A}에 대하여,
{\displaystyle U_{F}\cap A\subseteq (F\cup (X\setminus A))\cap A\subseteq F}
이므로, {\displaystyle U_{F}\cap A}는 유한 집합이다. 따라서, {\displaystyle \{U_{F}\}_{F\subseteq A}^{|F|<\aleph _{0}}}의 유한 부분 덮개는 존재하지 않으며, {\displaystyle X}는 가산 콤팩트 공간이 아니다.
모든 무한 집합이 {\displaystyle \aleph _{0}}-집적점을 가짐 ⇒ 모든 점렬이 수렴 부분 그물을 가짐: {\displaystyle X}의 모든 무한 집합이 {\displaystyle \aleph _{0}}-집적점을 가지며, {\displaystyle (x_{n})_{n=0}^{\infty }}이 {\displaystyle X} 속의 점렬이라고 하자. 만약 {\displaystyle \{x_{0},x_{1},\dots \}}이 유한 집합이라면, {\displaystyle x_{n_{0}}=x_{n_{1}}=\cdots }인 {\displaystyle n_{0}<n_{1}<\cdots }가 존재하다. 그렇다면, {\displaystyle (x_{n_{k}})_{n=0}^{\infty }}는 {\displaystyle (x_{n})_{n=0}^{\infty }}의 상수 부분 점렬이며, 특히 수렴 부분 그물이다. 만약 {\displaystyle \{x_{0},x_{1},\dots \}}이 무한 집합이라면, 그 {\displaystyle \aleph _{0}}-집적점 {\displaystyle x}가 존재하며, 임의의 근방 {\displaystyle U\ni x}에 대하여, {\displaystyle \{n\colon x_{n}\in U\}}는 {\displaystyle \mathbb {N} }의 공종 집합이다. 즉, {\displaystyle x}는 어떤 부분 그물의 극한이다.
모든 점렬이 수렴 부분 그물을 가짐 ⇒ 모든 가산 열린 덮개가 유한 부분 덮개를 가짐: {\displaystyle X}의 가산 열린 덮개 {\displaystyle \{U_{0},U_{1},\dots \}}가 유한 부분 덮개를 갖지 않는다고 하자. 그렇다면, 임의의 {\displaystyle n\in \mathbb {N} }에 대하여,
{\displaystyle x_{n}\in X\setminus (U_{0}\cup \cdots \cup U_{n})}
를 고를 수 있다. 임의의 {\displaystyle x\in X}에 대하여, {\displaystyle x\in U_{i}}인 {\displaystyle i\in \mathbb {N} }이 존재한다. 그런데, 임의의 {\displaystyle n\geq i}에 대하여 {\displaystyle x_{n}\not \in U_{i}}이므로, {\displaystyle \{n\in \mathbb {N} \colon x_{n}\in U_{i}\}}은 공종 집합이 아니며, {\displaystyle x}는 {\displaystyle (x_{n})_{n=0}^{\infty }}의 부분 그물의 극한이 아니다. 즉, {\displaystyle (x_{n})_{n=0}^{\infty }}의 수렴 부분 그물은 존재하지 않는다.

### 극한점 콤팩트 공간
위상 공간 {\displaystyle X}에 대하여, 다음 조건들이 서로 동치이며, 이를 만족시키는 {\displaystyle X}를 극한점 콤팩트 공간(極限點compact空間, 영어: limit point compact space) 또는 약가산 콤팩트 공간(弱可算compact空間, 영어: weakly countably compact space)이라고 한다.:178
- 모든 무한 집합은 극한점을 갖는다.
- 모든 이산 닫힌집합은 유한하다.

## 성질
가산 콤팩트 공간의 닫힌집합은 가산 콤팩트 공간이다. 마찬가지로, 극한점 콤팩트 공간의 닫힌집합은 극한점 콤팩트 공간이다.
가산 콤팩트 공간의 연속 함수에 대한 상은 가산 콤팩트 공간이다. 극한점 콤팩트 공간의 연속적 상은 극한점 콤팩트 공간일 필요가 없다.
콤팩트 공간과 가산 콤팩트 공간의 곱공간은 가산 콤팩트 공간이다. 점렬 콤팩트 공간과 가산 콤팩트 공간의 곱공간은 가산 콤팩트 공간이다.

### 함의 관계
다음과 같은 함의 관계가 성립한다.
|           |   | 콤팩트 공간      |   |                  |   |                    |   |                  |
|           | ↗ |                  | ↘ |                  |   |                    |   |                  |
| 뇌터 공간 |   |                  |   | 가산 콤팩트 공간 | → | 희박 콤팩트 공간   | → | 유사 콤팩트 공간 |
|           | ↘ |                  | ↗ |                  | ↘ |                    |   |                  |
|           |   | 점렬 콤팩트 공간 |   |                  |   | 극한점 콤팩트 공간 |   |                  |
증명 (가산 콤팩트 공간 ⇒ 극한점 콤팩트 공간):
위상 공간 {\displaystyle X}가 극한점을 갖지 않는 무한 부분 집합을 갖는다고 하자. 그렇다면, 무한 부분 집합의 가산 무한 부분 집합을 잡을 수 있으므로, 극한점을 갖지 않는 가산 무한 부분 집합
{\displaystyle \{a_{0},a_{1},\dots \}\subseteq X}
가 존재한다. 임의의 {\displaystyle x\in X}에 대하여, {\displaystyle x}는 {\displaystyle \{a_{0},a_{1},\dots \}}의 극한점이 아니므로,
{\displaystyle U_{x}\setminus \{x\}\cap \{a_{0},a_{1},\dots \}=\varnothing }
인 근방 {\displaystyle U_{x}\ni x}가 존재한다. 특히, {\displaystyle x=a_{i}}인 경우 {\displaystyle \{a_{i}\}}는 열린집합이며, {\displaystyle x\in X\{a_{0},a_{1},\dots \}}인 경우 {\displaystyle \{a_{0},a_{1},\dots \}}는 닫힌집합이다. 따라서,
{\displaystyle \{X\setminus \{a_{0},a_{1},\dots \}\}\cup \{\{a_{0}\},\{a_{1}\},\dots \}}
은 {\displaystyle X}의 가산 열린 덮개이며, 유한 부분 덮개를 갖지 않는다. 즉, {\displaystyle X}는 가산 콤팩트 공간이 아니다.
T1 공간에서, {\displaystyle \aleph _{0}}-집적점과 극한점의 개념은 일치한다. 따라서, T1 공간에 대하여 가산 콤팩트 공간과 극한점 콤팩트 공간의 개념이 서로 동치이다.:181, Exercise 4
유사 콤팩트 정규 공간은 극한점 콤팩트 공간이다. T4 공간(=정규 하우스도르프 공간)의 경우 가산 콤팩트 공간·극한점 콤팩트 공간·희박 콤팩트 공간·유사 콤팩트 공간의 개념이 서로 동치이다.
제1 가산 공간에 대하여, 점렬 콤팩트 공간과 가산 콤팩트 공간의 개념이 서로 동치이다.
위상 공간에 대하여, 다음 세 조건이 서로 동치이다.
- 콤팩트 공간이다.
- 가산 콤팩트 공간이며 린델뢰프 공간이다.
- 가산 콤팩트 공간이며 메타콤팩트 공간이다.

특히, 제2 가산 공간의 경우 (제1 가산 공간이자 린델뢰프 공간이므로), 콤팩트 공간·점렬 콤팩트 공간·가산 콤팩트 공간의 개념이 동치이다.
거리화 가능 공간에서는 콤팩트 공간·점렬 콤팩트 공간·가산 콤팩트 공간·극한점 콤팩트 공간·희박 콤팩트 공간·유사 콤팩트 공간의 개념이 모두 동치이다.:179
에벌라인-시물리얀 정리에 따르면, {\displaystyle \mathbb {K} \in \{\mathbb {R} ,\mathbb {C} \}} 및 {\displaystyle \mathbb {K} }-바나흐 공간 {\displaystyle (V,\lVert \cdot \rVert )} 위에 약한 위상을 가하였을 때, 그 부분 집합들에 대하여 콤팩트 공간·점렬 콤팩트 공간·가산 콤팩트 공간·극한점 콤팩트 공간의 개념이 동치이다.

## 예

### 가산 콤팩트 공간이 아닌 극한점 콤팩트 공간
실수의 전순서 집합 {\displaystyle \mathbb {R} } 위에 하위상을 주자. 즉, 다음과 같은 꼴의 집합들을 열린집합들로 하는 위상이다.
{\displaystyle (-\infty ,x)\qquad (x\in \mathbb {R} )}
이는 콜모고로프 공간이지만, T1 공간이 아니다. 임의의 두 실수 {\displaystyle x<y}에 대하여, {\displaystyle x}는 {\displaystyle \{y\}}의 극한점이다. 또한, {\displaystyle \{(-\infty ,n)\colon n\in \mathbb {N} \}}은 가산 열린 덮개이지만, 유한 부분 덮개를 갖지 않는다. 따라서, 하위상을 갖춘 실수선은 극한점 콤팩트 공간이지만, 가산 콤팩트 공간이 아니다.
하위상을 갖춘 실수선에서 하우스도르프 공간으로 가는 연속 함수는 상수 함수밖에 없다. 따라서, {\displaystyle \mathbb {R} }의 하위상은 유사 콤팩트 공간이다. {\displaystyle \{(-\infty ,0),(-\infty ,-1),\cdots \}}은 무한 개의 열린집합들의 국소 유한 집합족이므로, {\displaystyle \mathbb {R} }의 하위상은 희박 콤팩트 공간이 아니다.

### 유사 콤팩트 공간이 아닌 극한점 콤팩트 공간
두 점 비이산 공간 {\displaystyle X}와 가산 무한 이산 공간 {\displaystyle \mathbb {Z} }의 곱공간
{\displaystyle X\times \mathbb {Z} }
을 생각하자. 이는 콜모고로프 공간이 아니다. 임의의 {\displaystyle (x,n)\in X\times \mathbb {Z} } 및 {\displaystyle x'\in X\setminus \{x\}}에 대하여 {\displaystyle (x',n)}은 {\displaystyle \{(x,n)\}}의 극한점이다. 따라서, {\displaystyle X\times \mathbb {Z} }은 극한점 콤팩트 공간이다. 반면, 사영 함수
{\displaystyle X\times \mathbb {Z} \to \mathbb {Z} }
는 연속 함수이지만, 그 상 {\displaystyle \mathbb {Z} }는 {\displaystyle \mathbb {R} }의 유계 집합이 아니다. 즉, {\displaystyle X\times \mathbb {Z} }는 유사 콤팩트 공간이 아니며, 따라서 가산 콤팩트 공간도 아니다.

### 극한점 콤팩트 공간이 아닌 유사 콤팩트 공간
쌍대 가산 위상을 갖춘 비가산 집합 {\displaystyle X}를 생각하자. 즉, {\displaystyle X}의 열린집합은 공집합이거나, 여집합이 가산 집합이다. 하우스도르프 공간 {\displaystyle Y}에 대하여 연속 함수 {\displaystyle X\to Y}는 상수 함수밖에 없다. 따라서 {\displaystyle X}는 유사 콤팩트 공간이다. {\displaystyle X}의 가산 무한 부분 집합은 이산 닫힌집합이다. 따라서 {\displaystyle X}는 극한점 콤팩트 공간이 아니다.

## 참고 문헌
1. 1 2 3 4  Munkres, James R. (2000). 《Topology》 (영어) 2판. Prentice Hall. ISBN 978-0-13-181629-9. MR 0464128. Zbl 0951.54001.